# Saltos ornamentais no Campeonato Mundial de Esportes Aquáticos de 2024 - Trampolim 3 m individual feminino

A prova do trampolim 3 m individual feminino dos saltos ornamentais no Campeonato Mundial de Esportes Aquáticos de 2024 foi realizada nos dias 8 e 9 de fevereiro de 2024 em Doha, no Catar.

## Cronograma
Todos os horários estão na hora local (UTC+3).
| Data           | Hora  | Evento        |
| -------------- | ----- | ------------- |
| 8 de fevereiro | 10:02 | Eliminatórias |
| 9 de fevereiro | 10:02 | Semifinal     |
| 9 de fevereiro | 18:32 | Final         |

## Formato da competição
A competição consiste em três rodadas: eliminatória, semifinal e final. As 18 melhores saltadoras nas eliminatórias avançam a semifinal, onde apenas as 12 melhores avançam até a final. Aquela com o melhor tempo garante a medalha de ouro.

## Medalhistas
| Ouro               | Prata              | Bronze                    |
| Chang Yani · China | Chen Yiwen · China | Kim Su-ji · Coreia do Sul |

## Resultados
| Pos.              | Saltadora                   | Nacionalidade        | Eliminatória | Eliminatória | Semifinal     | Semifinal     | Final         | Final         |
| Pos.              | Saltadora                   | Nacionalidade        | Pontos       | Pos.         | Pontos        | Pos.          | Pontos        | Pos.          |
| ----------------- | --------------------------- | -------------------- | ------------ | ------------ | ------------- | ------------- | ------------- | ------------- |
| Medalha de ouro   | Chang Yani                  | China                | 290.90       | 4            | 332.25        | 2             | 354.75        | 1             |
| Medalha de prata  | Chen Yiwen                  | China                | 297.75       | 2            | 354.75        | 1             | 336.60        | 2             |
| Medalha de bronze | Kim Su-ji                   | Coreia do Sul        | 257.55       | 15           | 302.10        | 3             | 311.25        | 3             |
| 4                 | Maddison Keeney             | Austrália            | 304.45       | 1            | 294.80        | 5             | 302.95        | 4             |
| 5                 | Sarah Bacon                 | Estados Unidos       | 297.45       | 3            | 273.45        | 11            | 302.65        | 5             |
| 6                 | Lena Hentschel              | Alemanha             | 267.45       | 12           | 282.15        | 9             | 289.95        | 6             |
| 7                 | Aranza Vázquez              | México               | 283.80       | 5            | 291.40        | 6             | 284.10        | 7             |
| 8                 | Grace Reid                  | Grã-Bretanha         | 282.55       | 6            | 283.80        | 7             | 284.00        | 8             |
| 9                 | Julia Vincent               | África do Sul        | 247.80       | 16           | 280.90        | 10            | 279.40        | 9             |
| 10                | Chiara Pellacani            | Itália               | 274.95       | 10           | 302.10        | 3             | 272.05        | 10            |
| 11                | Haruka Enomoto              | Japão                | 258.50       | 14           | 282.40        | 8             | 265.20        | 11            |
| 12                | Viktoriya Kesar             | Ucrânia              | 276.30       | 8            | 262.70        | 12            | 208.25        | 12            |
| 13                | Sayaka Mikami               | Japão                | 279.45       | 7            | 258.70        | 13            | Não avançaram | Não avançaram |
| 14                | Alysha Koloi                | Austrália            | 276.20       | 9            | 252.30        | 14            | Não avançaram | Não avançaram |
| 15                | Saskia Oettinghaus          | Alemanha             | 268.65       | 11           | 241.35        | 15            | Não avançaram | Não avançaram |
| 16                | Prisis Ruiz                 | Cuba                 | 262.35       | 13           | 229.90        | 16            | Não avançaram | Não avançaram |
| 17                | María Papworth              | Espanha              | 246.10       | 18           | 224.90        | 17            | Não avançaram | Não avançaram |
| 18                | Elena Bertocchi             | Itália               | 247.00       | 17           | 194.15        | 18            | Não avançaram | Não avançaram |
| 19                | Helle Tuxen                 | Noruega              | 246.00       | 19           | Não avançaram | Não avançaram | Não avançaram | Não avançaram |
| 20                | Anisley García              | Cuba                 | 245.40       | 20           | Não avançaram | Não avançaram | Não avançaram | Não avançaram |
| 21                | Elizabeth Roussel           | Nova Zelândia        | 243.00       | 21           | Não avançaram | Não avançaram | Não avançaram | Não avançaram |
| 22                | Alejandra Estudillo         | México               | 241.80       | 22           | Não avançaram | Não avançaram | Não avançaram | Não avançaram |
| 23                | Yasmin Harper               | Grã-Bretanha         | 238.80       | 23           | Não avançaram | Não avançaram | Não avançaram | Não avançaram |
| 24                | Nur Dhabitah Sabri          | Malásia              | 238.15       | 24           | Não avançaram | Não avançaram | Não avançaram | Não avançaram |
| 25                | Pamela Ware                 | Canadá               | 238.10       | 25           | Não avançaram | Não avançaram | Não avançaram | Não avançaram |
| 26                | Maha Amer                   | Egito                | 233.05       | 26           | Não avançaram | Não avançaram | Não avançaram | Não avançaram |
| 27                | Aleksandra Błażowska        | Polónia              | 228.75       | 27           | Não avançaram | Não avançaram | Não avançaram | Não avançaram |
| 28                | Lauren Hallaselkä           | Finlândia            | 228.05       | 28           | Não avançaram | Não avançaram | Não avançaram | Não avançaram |
| 29                | Mia Vallée                  | Canadá               | 226.45       | 29           | Não avançaram | Não avançaram | Não avançaram | Não avançaram |
| 30                | Madeline Coquoz             | Suíça                | 225.90       | 30           | Não avançaram | Não avançaram | Não avançaram | Não avançaram |
| 31                | Gladies Lariesa Garina Haga | Indonésia            | 225.15       | 31           | Não avançaram | Não avançaram | Não avançaram | Não avançaram |
| 32                | Elna Widerström             | Suécia               | 224.55       | 32           | Não avançaram | Não avançaram | Não avançaram | Não avançaram |
| 33                | Michelle Heimberg           | Suíça                | 224.40       | 33           | Não avançaram | Não avançaram | Não avançaram | Não avançaram |
| 34                | Sude Köprülü                | Turquia              | 222.75       | 34           | Não avançaram | Não avançaram | Não avançaram | Não avançaram |
| 35                | Luana Lira                  | Brasil               | 219.40       | 35           | Não avançaram | Não avançaram | Não avançaram | Não avançaram |
| 36                | Tereza Jelínková            | Chéquia              | 218.95       | 36           | Não avançaram | Não avançaram | Não avançaram | Não avançaram |
| 37                | Ashlee Tan                  | Singapura            | 217.20       | 37           | Não avançaram | Não avançaram | Não avançaram | Não avançaram |
| 38                | Ng Yan Yee                  | Malásia              | 216.00       | 38           | Não avançaram | Não avançaram | Não avançaram | Não avançaram |
| 39                | Elizabeth Pérez             | Venezuela            | 215.25       | 39           | Não avançaram | Não avançaram | Não avançaram | Não avançaram |
| 40                | Kaja Skrzek                 | Polónia              | 214.70       | 40           | Não avançaram | Não avançaram | Não avançaram | Não avançaram |
| 41                | Lauren Burch                | Porto Rico           | 206.60       | 41           | Não avançaram | Não avançaram | Não avançaram | Não avançaram |
| 42                | Bailey Heydra               | África do Sul        | 206.40       | 42           | Não avançaram | Não avançaram | Não avançaram | Não avançaram |
| 43                | Kwon Ha-lim                 | Coreia do Sul        | 204.95       | 43           | Não avançaram | Não avançaram | Não avançaram | Não avançaram |
| 44                | Clare Cryan                 | Irlanda              | 199.05       | 44           | Não avançaram | Não avançaram | Não avançaram | Não avançaram |
| 45                | Estilla Mosena              | Hungria              | 194.80       | 45           | Não avançaram | Não avançaram | Não avançaram | Não avançaram |
| 46                | Rocío Velázquez             | Espanha              | 193.35       | 46           | Não avançaram | Não avançaram | Não avançaram | Não avançaram |
| 47                | Anna Santos                 | Brasil               | 192.00       | 47           | Não avançaram | Não avançaram | Não avançaram | Não avançaram |
| 48                | Victoria Garza              | República Dominicana | 185.00       | 48           | Não avançaram | Não avançaram | Não avançaram | Não avançaram |
| 49                | Naïs Gillet                 | França               | 182.80       | 49           | Não avançaram | Não avançaram | Não avançaram | Não avançaram |
| 50                | Chan Tsz Ming               | Hong Kong            | 174.80       | 50           | Não avançaram | Não avançaram | Não avançaram | Não avançaram |
| 51                | Ivana Medková               | Chéquia              | 136.20       | 51           | Não avançaram | Não avançaram | Não avançaram | Não avançaram |
| 52                | Palak Sharma                | Índia                | 127.25       | 52           | Não avançaram | Não avançaram | Não avançaram | Não avançaram |
| 53                | Patrícia Kun                | Hungria              | DNF          | DNF          | Não avançaram | Não avançaram | Não avançaram | Não avançaram |